# Intermetale

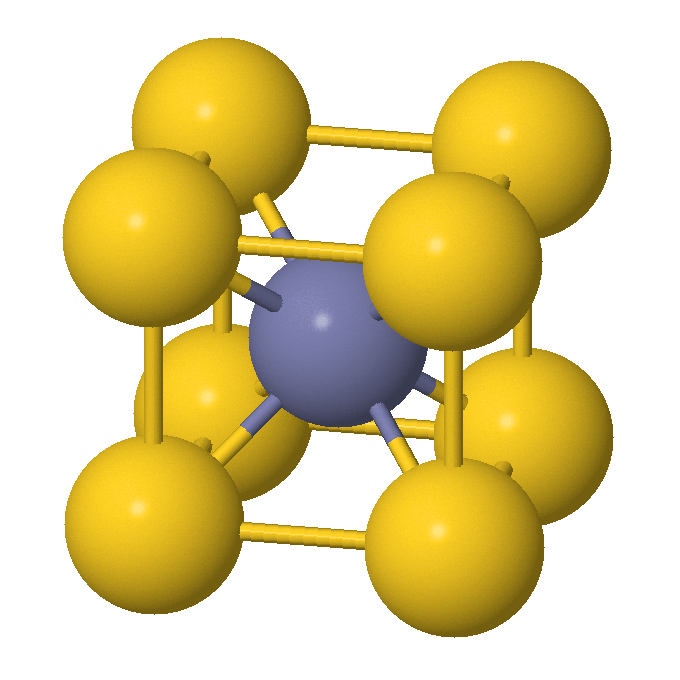
Komórka elementarna fazy międzymetalicznej AuZn. Atomy złota są żółte.

Intermetale – stopy metali na osnowie uporządkowanych faz międzymetalicznych, charakteryzujące się właściwościami pośrednimi pomiędzy metalami a ceramiką. Posiadają dużą energię oddziaływania pomiędzy atomami pierwiastków składowych i zachowują uporządkowane struktury aż do temperatury topnienia.
Z uwagi na małą gęstość, wysoką wytrzymałość i odporność na utlenianie i pękanie są dobrym materiałem na elementy maszyn pracujące w podwyższonej temperaturze oraz w środowisku korozyjnym, np. z intermetali tytanu i aluminium wykonywane są panewki łożysk.